# Anatolij Nazarenko
Anatolij Petrowycz Nazarenko, ukr. Анатолій Петрович Назаренко, ros. Анатолий Петрович Назаренко, Anatolij Pietrowicz Nazarienko (ur. 9 kwietnia 1959 w Tarnopolu, Ukraińska SRR) – ukraiński piłkarz, grający na pozycji pomocnika lub napastnika, trener piłkarski.

## Kariera piłkarska
Wychowanek Szkoły Sportowej w Tarnopolu oraz Internatu Sportowego we Lwowie. Pierwszy trener Wałerij Tatarynow. W 1978 rozpoczął karierę piłkarską w zespole amatorskim Sokił Złoczów. Od 1977 również studiował w Tarnopolskim Pedagogicznym Instytucie i bronił barw studenckiej drużyny Burewisnyk Tarnopol. W 1980 przeszedł do zespołu Zoria Chorostków. W 1981 został powołany do służby wojskowej, podczas której występował w SKA Kijów. W 1982 został zaproszony do drugoligowego Kołosu Pawłohrad, skąd latem 1983 przeniósł się do wyższoligowego Dnipra Dniepropetrowsk. Rozegrał 5 meczów, których jednak nie starczyło na otrzymanie złotego medalu Mistrzostw ZSRR. Latem 1985 powrócił do Kołosu Pawłohrad, który potem zmienił nazwę na Szachtar Pawłohrad. W 1987 roku dołączył do Nywy Tarnopol, z którym zdobył wicemistrzostwo Ukraińskiej SRR. Po kontuzji otrzymanej w 1989 roku w następnym roku "rehabilitował się" w amatorskim zespole Dnister Zaleszczyki. W 1991 powrócił do Nywy, a potem wyjechał do Słowacji, gdzie bronił barw 2-ligowego klubu ZŠ Vyšná Šebastová. Na początku 1993 powrócił do Ukrainy i zasilił skład klubu Drugiej Lihi Dnister Zaleszczyki, w którym zakończył karierę piłkarza w roku 1995. Potem grał w zespołach amatorskich Krystał Nahirianka i Krystał Czortków.

## Kariera trenerska
Jeszcze będąc piłkarzem rozpoczął pracę szkoleniowca. Łączył funkcje trenerskie w klubach Dnister Zaleszczyki, Krystał Nahirianka i Krystał Czortków. Potem kontynuował trenować zespoły amatorskie Prometej Borszczów i Pedlicej Tarnopol. W 2003 został zaproszony do sztabu szkoleniowego Nywy Tarnopol. W czerwcu 2004 pełnił obowiązki głównego trenera Nywy. Potem ponownie pomagał trenować tarnopolski klub. W 2008 został mianowany na stanowisko dyrektora sportowego FK Tarnopol.

## Sukcesy i odznaczenia

### Sukcesy piłkarskie
Nywa Tarnopol
- wicemistrz Ukraińskiej SRR: 1987